# Gelnhausen

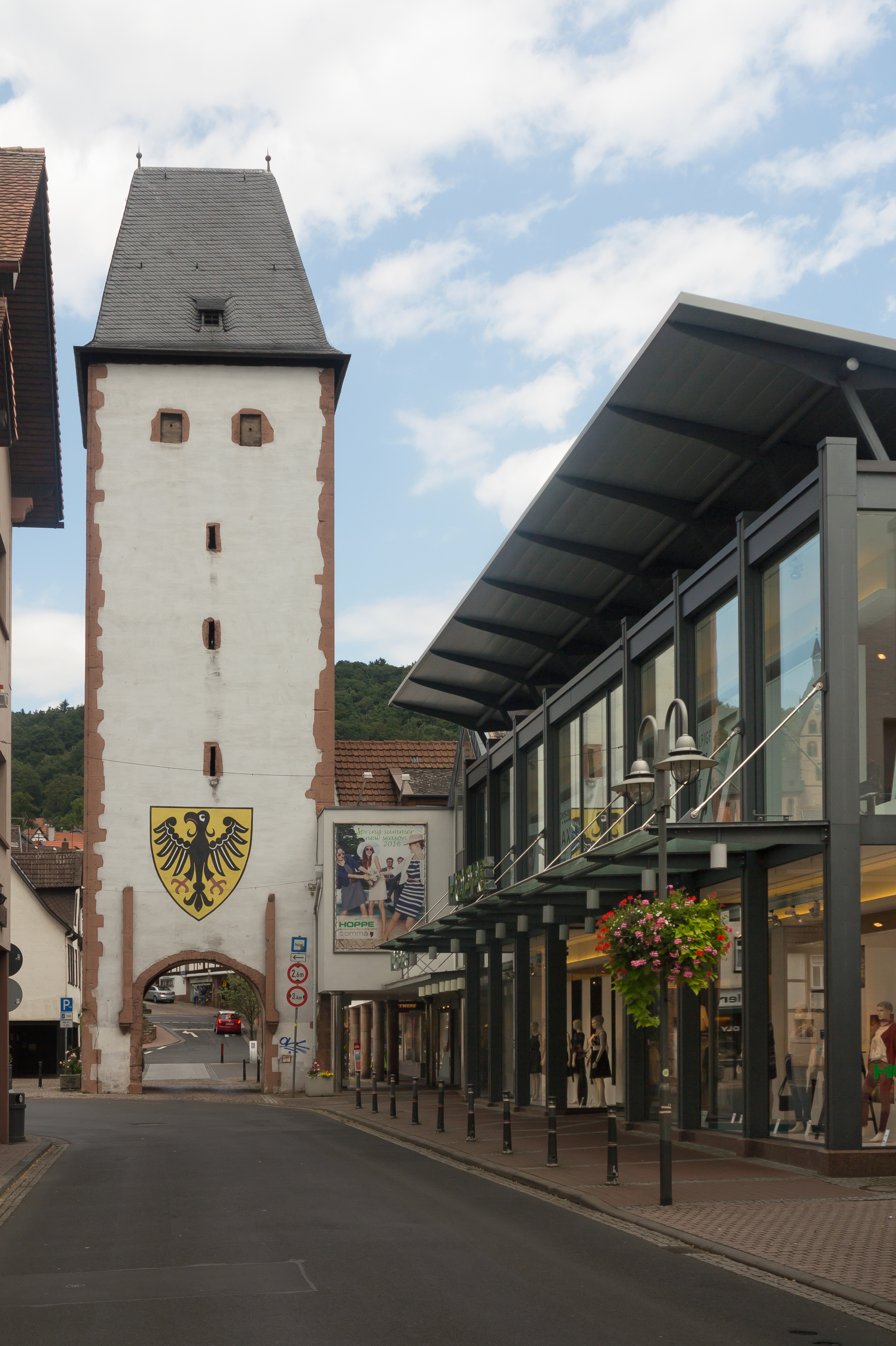
Gelnhausen, la puerta (Ziegeltor)

Gelnhausen (pronunciación en alemán: /ɡɛlnˈhaʊ̯zn̩/ⓘ) es la capital del distrito de Meno-Kinzig en Hesse, Alemania. De 2007 a 2013, debido a la expansión de la UE, el centro geográfico de la UE estaba exactamente en la parte más meridional de Meerholz,  un distrito de Gelnhausen.Desde 1978 y por reconocimiento otorgado por el ministerio del interior de Hesse, lleva el apelativo oficial de Barbarossastadt (ciudad de Barbarroja).
La ciudad fue fundada en 1170 por el emperador Federico I, «Barbarroja» en un lugar al este de Hesse, muy convenientemente situado, puesto que por allí pasaba la ruta comercial (conocida como Via Regia) entre Fráncfort del Meno y Leipzig, en un punto estratégico donde se cruzaba también con otros caminos importantes. Barbarroja fundó la ciudad de Gelnhausen a partir de la fusión de tres aldeas como ciudad imperial, con lo que gozaba de los privilegios comerciales imperiales, tales como la exención de derechos aduaneros. Esta característica atrajo a muchos comerciantes que podían allí apilar mercancías de menera muy conveniente, lo que trajo consigo un notable florecimiento comercial. El palacio imperial de la ciudad (también conocido como «castillo de Barbarroja») es uno de los mejor conservados de la época de los Hohenstaufen.

## Premio de Johann Jacob Christoph von Grimmelshausen
En colaboración con Renchen, la ciudad donde el poeta fue alcalde hasta su muerte en 1676, Gelnhausen otorga cada dos años el Premio de Johann-Jacob-Christoph von Grimmelshausen. Johann Jakob Christoph von Grimmelshausen nació en Gelnhausen alrededor de 1622.